# Saint-Julien-du-Puy
Saint-Julien-du-Puy ist eine französische Gemeinde mit 446 Einwohnern (Stand: 1. Januar 2022) im Département Tarn in der Region Okzitanien. Sie gehört zum Arrondissement  Castres und zum Kanton Plaine de l’Agoût. Die Einwohner heißen Saint-Juliennois.

## Wappen
Beschreibung: In Grün ein goldener Schrägbalken von zwei goldenen Leisten begleitet.

## Bevölkerungsentwicklung
| Jahr      | 1962 | 1968 | 1975 | 1982 | 1990 | 1999 | 2006 | 2015 |
| Einwohner | 450  | 403  | 391  | 390  | 348  | 352  | 383  | 434  |